# Sorbet
Un sorbet és un dolç gelat a base de xarop (aigua i sucre o mel) i de suc o puré de fruites o algun tipus d'infusió, vi o cava, que no conté matèries grasses o proteïques com llet, nata, mantega ni rovell d'ou. La seva textura és menys cremosa que la d'un gelat, però més que la d'un granissat. Es pot prendre com a postres o per berenar.
Els sorbets es preparen des de molt antic, ja abans que els gelats, a tota la Mediterrània, on en alguns llocs es feien aprofitant la neu de la muntanya. Un altre mètode consisteix a congelar el suc, de vegades barrejat amb clara d'ou a punt de neu, i raspar-la després amb una cullera. Als Països Catalans són molt tradicionals, en especial els de cítrics, que ja es feien a l'edat mitjana. Dels moderns, un dels més populars és el de llimona i cava.

## Preparacions similars
El granissat és una preparació semblant, que als Països Catalans és de textura molt fina, que es diferencia sobretot en el fet que està batut i que se serveix en un got amb palleta, per anar-lo bebent a poc a poc a mesura que es desfà. En alguns països consisteix a trossos de glaçons colorats de colors llampants i triturats.
A Sicília existeix la granita, servida normalment en un got i amb una cullereta, que és molt semblant a un sorbet de textura fina i que, malgrat el nom, no s'ha de confondre amb un granissat.
El gelat és una crema gelada i sense midó, que de vegades es pot aromatitzar, a més, amb altres gustos. Conté per tant sempre llet i rovells d'ou, el que li proporciona una textura més cremosa i un gust menys rotund i més suau. Són molt tradicionals i n'hi ha molts d'artesans de gran qualitat a, per exemple, Alacant i Menorca, tot i que els que més han insistit a fer-se conèixer al món són els estatunidencs i els italians, menys o igualment tradicionals.